# شون واتكينز
شون واتكينز (بالإنجليزية: Sean Watkins)‏ هو عازف قيثارة وملحن ومغني وكاتب أغاني أمريكي، ولد في 18 فبراير 1977.

## وصلات خارجية
- الموقع الرسمي
- شون واتكينز على موقع IMDb (الإنجليزية)
- شون واتكينز على موقع ميوزك برينز (الإنجليزية)
- شون واتكينز على موقع ديسكوغز (الإنجليزية)